# Kościół Najświętszej Marii Panny w Trewirze

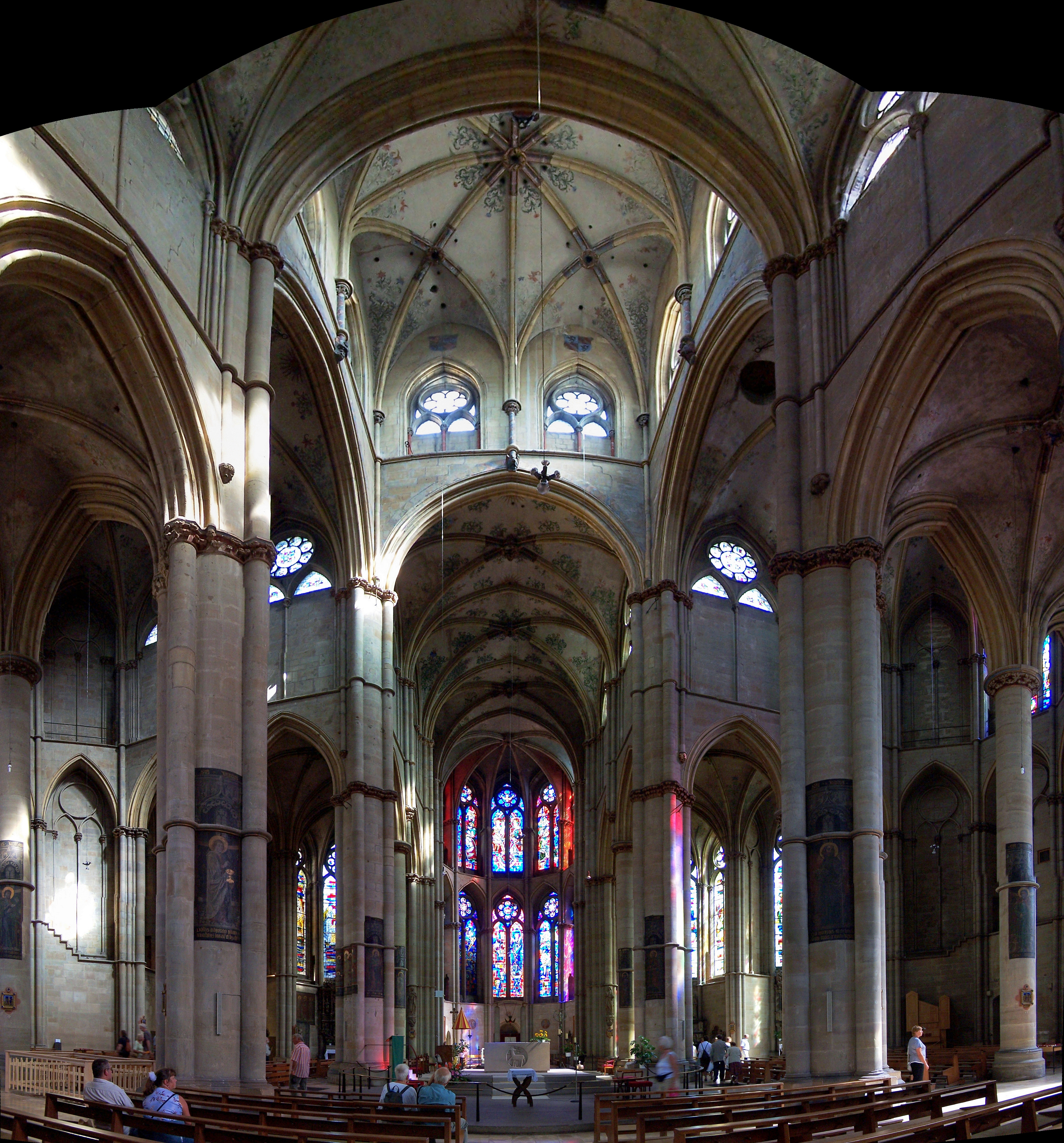
Wnętrze kościoła NMP w Trewirze

Plan kościoła NMP w Trewirze

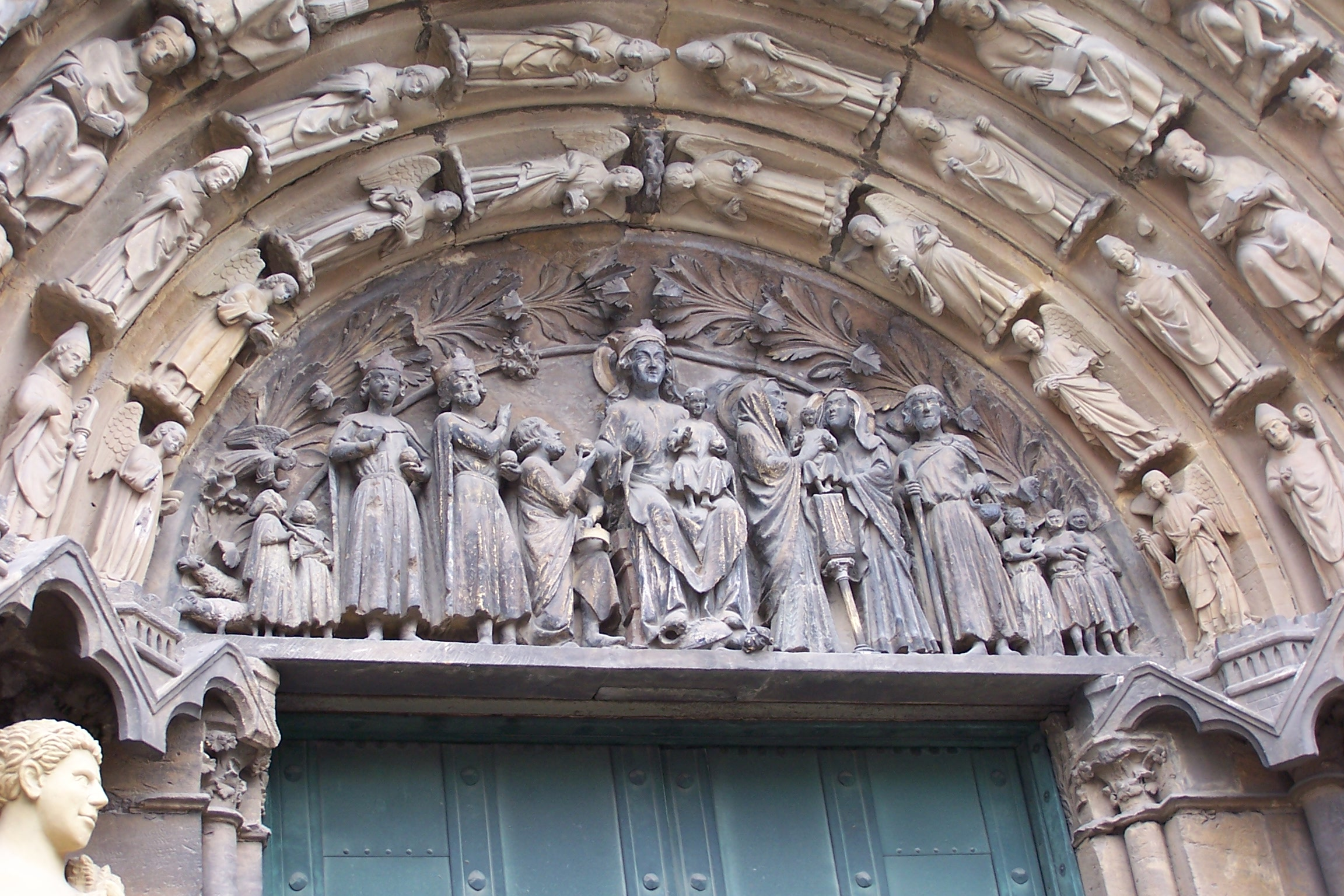
Portal zachodni kościoła NMP w Trewirze

Kościół Najświętszej Marii Panny w Trewirze (niem. Liebfrauenkirche) – zbudowany w XIII w. w południowej części rzymskiego kompleksu świątynnego cesarza Konstantyna w Trewirze w zachodnich Niemczech. Połączony z trewirską katedrą wąskim przejściem.
Obok kościoła św. Elżbiety (niem. Elisabethkirche) w Marburgu kościół NMP w Trewirze uważany jest za najstarszy kościół gotycki w Niemczech.
W czasie II wojny światowej uległ znacznym zniszczeniom. Po odbudowie, w 1951 roku kościół NMP otrzymał od papieża Piusa XII honorowy tytuł bazyliki mniejszej.
W 1986 kościół NMP wraz z katedrą i trewirskimi zabytkami rzymskimi został wpisany na listę dziedzictwa kulturowego UNESCO.
W bazylice posługują polscy zakonnicy ze Zgromadzenia Braci Serca Jezusowego.

## Historia
Budowę kościoła w miejscu południowo-wschodniej bazyliki kompleksu katedralnego rozpoczął arcybiskup Trewiru Teodoryk z Wied około 1230. Budowniczy kościoła wzorowali się na architekturze świątyń w Laon, Soissons oraz w Reims. Prace wkrótce zatrzymano z powodu braku odpowiednich środków finansowych. Podjęto je na nowo w 1243 po kweście zorganizowanej w diecezji kolońskiej przez arcybiskupa Konrada z Hochstaden. Budowę ukończono jednakże dopiero w 1260.
W 1429 na wieży na skrzyżowaniu nawy głównej z transeptem zamontowano wysoką iglicę, która uległa zniszczeniu w czasie burzy w 1631. Wieża otrzymała wtedy dach czterospadowy, który został zniszczony w czasie II wojny światowej. W 1945 założono dach płaski, który został wymieniony na bardziej spadzisty w 2003.
Kościół NMP służył członkom kapituły katedralnej, dla których odprawiano tu codzienne msze. Stał się także miejscem ich pochówku. Wiele z grobów zostało usuniętych w okresie rewolucji francuskiej.
Kościół uległ znacznym zniszczeniom podczas II wojny światowej. Po odbudowie, w 1951 kościół NMP otrzymał od papieża Piusa XII honorowy tytuł bazyliki mniejszej.

Rzeźby na portalu zachodnim i Madonna z XIV wieku wewnątrz kościoła
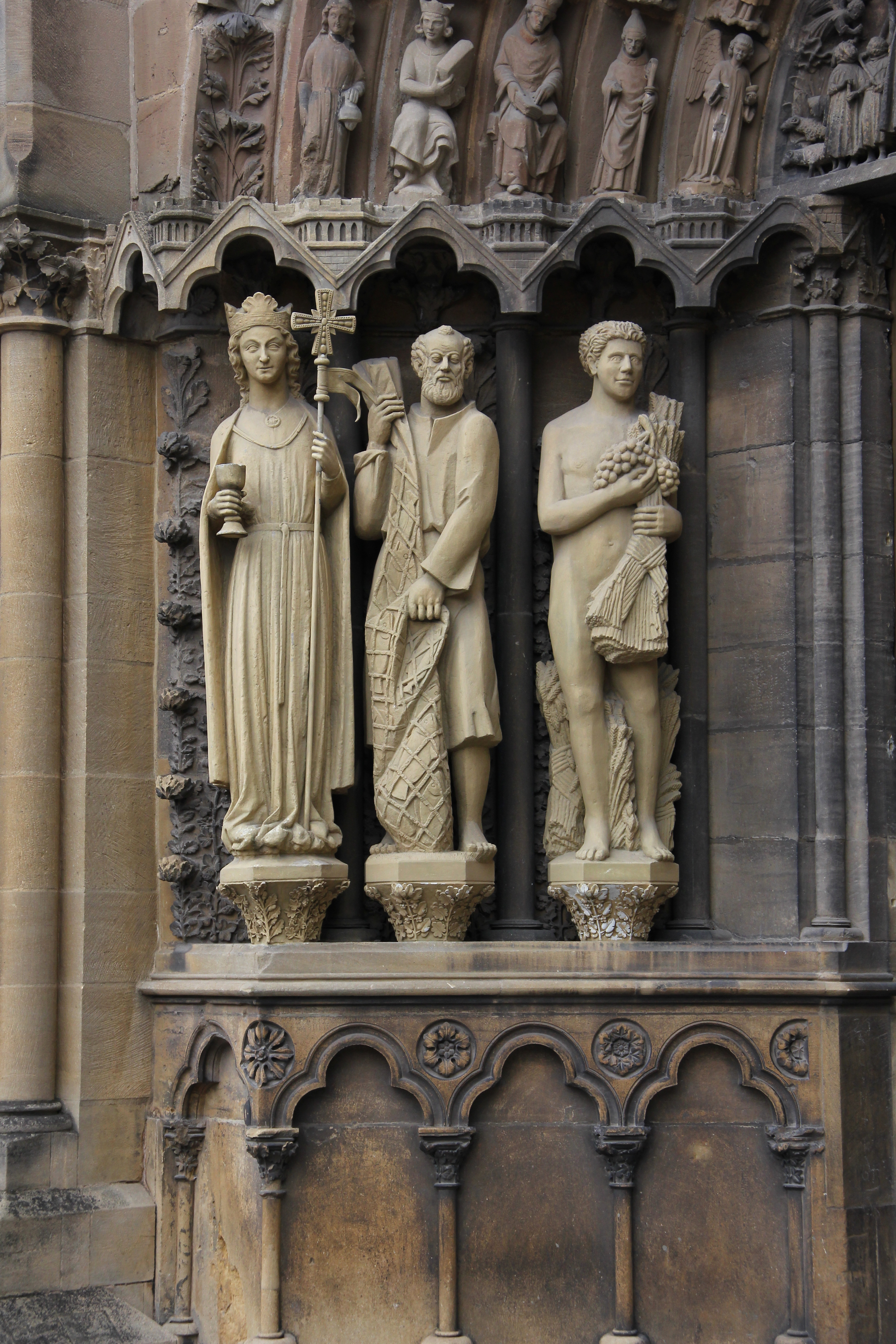
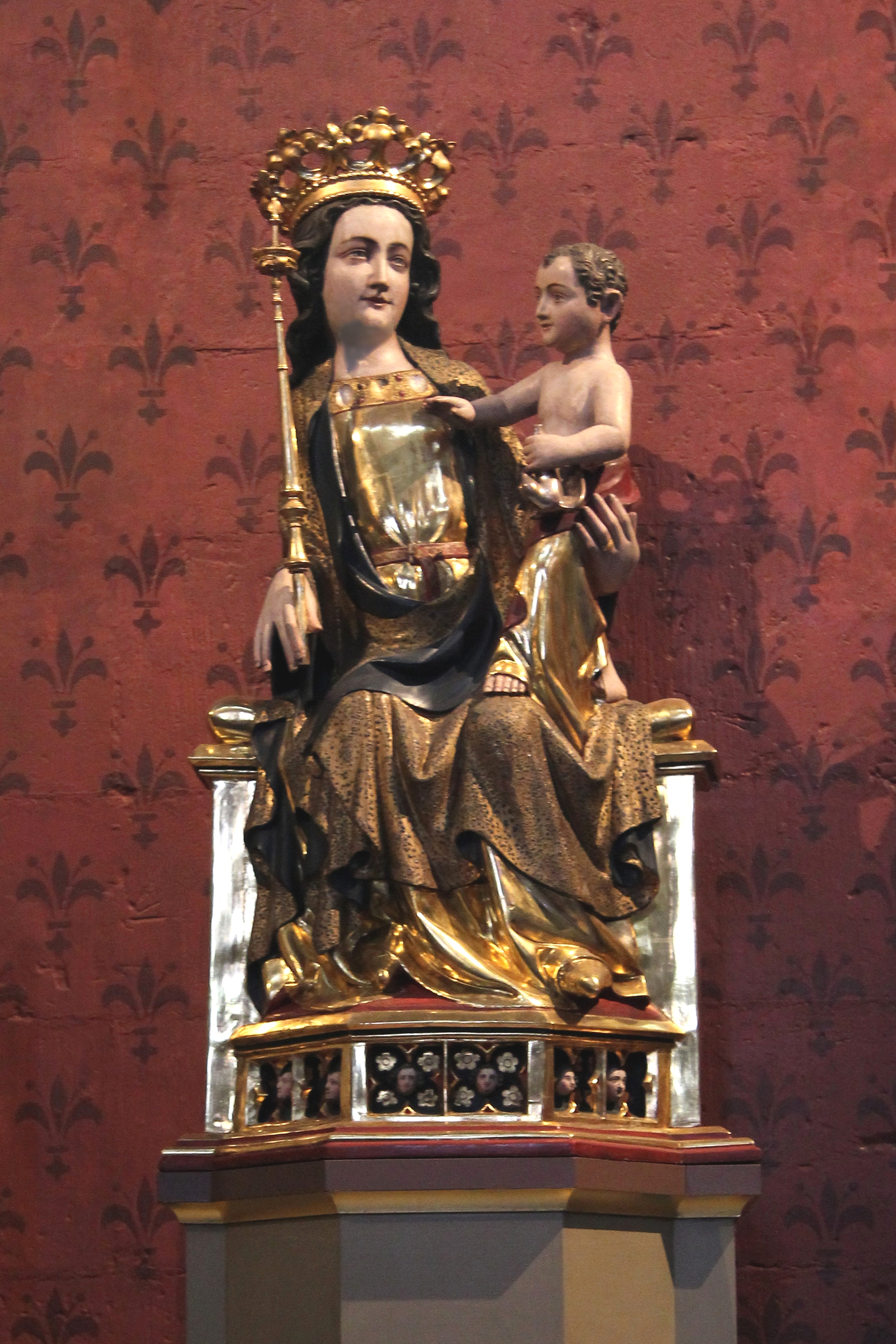
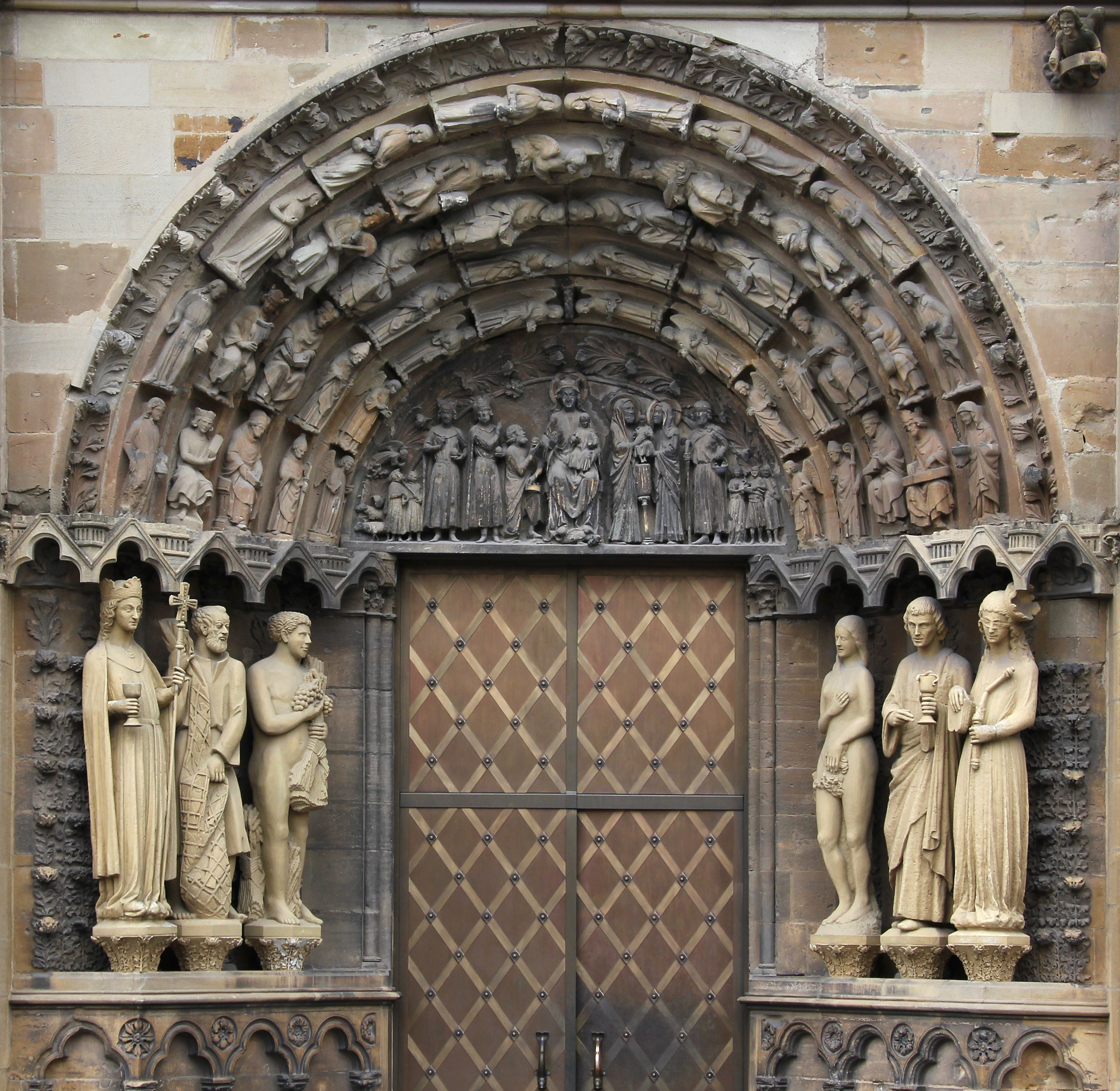
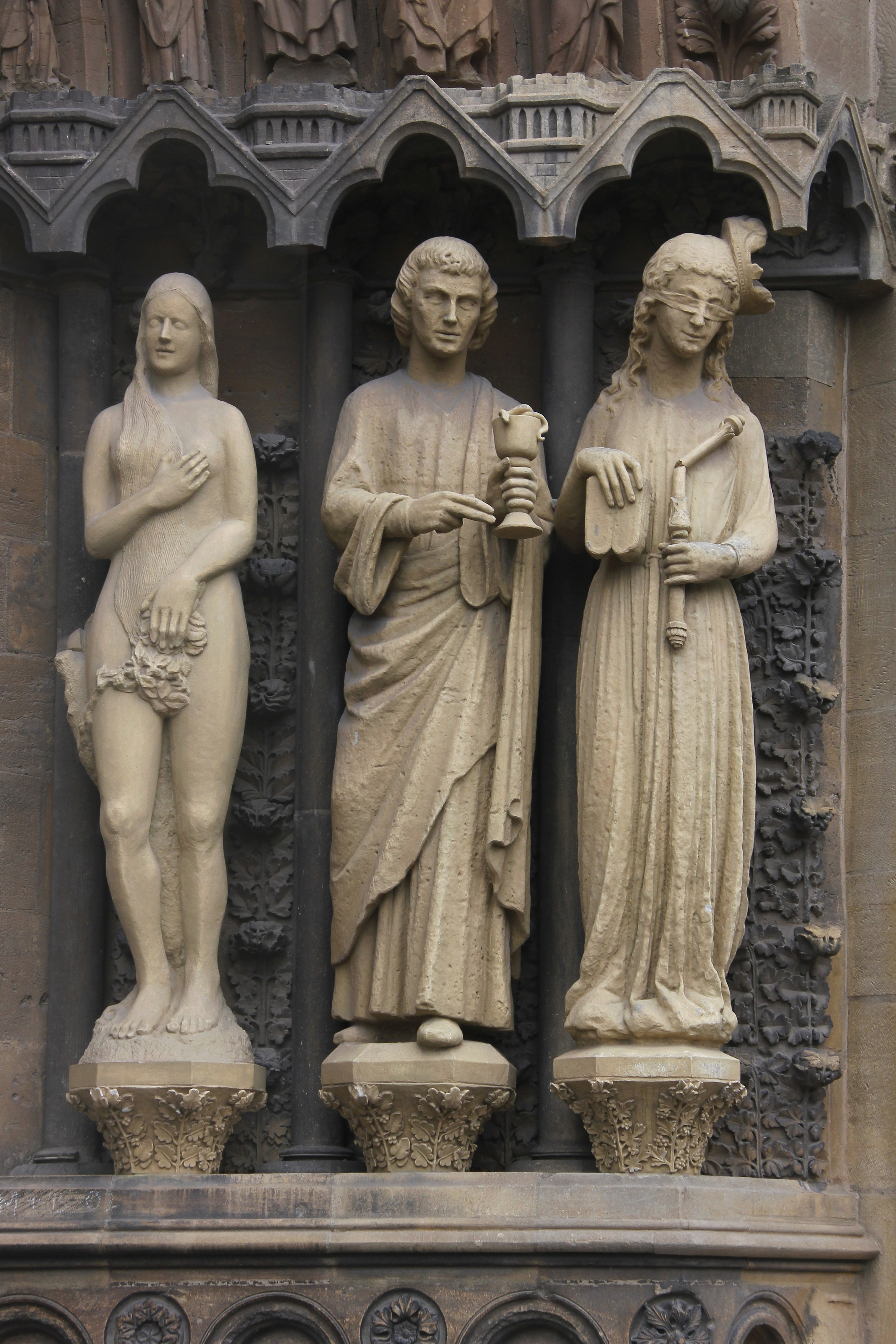

## Architektura
Kościół NMP powstał na planie krzyża greckiego. Budowla posiada dwie kondygnacje, jedynie wieża nad skrzyżowaniem ramion krzyża posiada trzy piętra. Pomiędzy ramionami krzyża rozmieszczone są kaplice.
Kwadrat wyznaczony przez przecięcie się ramion krzyża (niem. Vierungsquadrat) jest jednostką miary, według której zorientowana jest cała budowla. Kwadrat ten wyznacza położenie i wielkość naw, kaplic, wysokość sklepień a także pozycje kolumn i filarów. System ten (łac. ad quadratum) wzorowano prawdopodobnie na rzymskim Quadratbau sąsiadującej katedry.
Dolna część kościoła powstała na planie przypominającym 12-płatkową różę, symbol patronki kościoła Marii (łac. rosa mystica), 12 plemion Izraela i 12 apostołów. Sklepienie spoczywa na 12 kolumnach zamiast na typowym otwartym systemie przyporowym. Na kolumnach przedstawiono 12 apostołów oraz 12 punktów składu wiary.
Cztery portale wychodzą na „wszystkie strony świata”. W portalu zachodnim, w tympanonie, poniżej szczytu, przedstawiono sceny z życia Jezusa. Pola łuków i okien ukazują historie Abrahama i Noego, przepowiednie proroków oraz scenę zwiastowania Marii. Wszystkie figury to kopie, XIII w. oryginały przechowywane są w muzeum diecezjalnym katedry.